# Polokarto (plaats)
Polokarto is een bestuurslaag in het regentschap Sukoharjo van de provincie Midden-Java, Indonesië. Polokarto telt 6670 inwoners (volkstelling 2010).